# غوستافو فيرا
غوستافو فيرا (بالإسبانية: Gustavo Viera)‏ (21 أكتوبر 2000 بمونتفيدو في الأوروغواي - ) هو لاعب كرة قدم أوروغواني في مركز الهجوم. لعب مع نادي ليفربول (مونتفيدو).

## روابط خارجية
- غوستافو فيرا على موقع قاعدة بيانات كرة القدم.إي يو (الإنجليزية)
- غوستافو فيرا على موقع Soccerway.com (الإنجليزية)